# Тарода
Тарода (шп. Taroda) је општина у покрајини Сорија у аутономној заједници Кастиља и Леон, Шпанија.